# Arbis
Arbis foi uma comuna francesa na região administrativa da Nova Aquitânia, no departamento da Gironda. Estendia-se por uma área de 8,67 km². Em 2010 a comuna tinha 505 habitantes (densidade: 58,2 hab./km²).
Em 1 de janeiro de 2019, passou a formar parte da nova comuna de Porte-de-Benauge.